# Eudorylas discretus
Eudorylas discretus är en tvåvingeart som först beskrevs av Hardy 1952.  Eudorylas discretus ingår i släktet Eudorylas och familjen ögonflugor.
Artens utbredningsområde är Burundi. Inga underarter finns listade i Catalogue of Life.